# 139 هـ
139 هـ هي سنة في التقويم الهجري امتدت مقابلةً في التقويم الميلادي بين سنتي 756 و757.

## مواليد
- هشام بن عبد الرحمن الداخل

## وفيات
- عبد ربه بن سعيد الأنصاري